# 藤井黎
藤井 黎（ふじい はじむ、1930年〈昭和5年〉8月24日 - 2010年〈平成22年〉4月4日）は、日本の政治家。第29代 - 31代仙台市長（在任期間：1993年8月22日 - 2005年8月21日）。

## 経歴
岩手県釜石市出身。東北大学大学院修士課程修了後、仙台市役所に奉職。
1993年（平成5年）、ゼネコン汚職事件に絡んで石井亨が辞職した後の出直し市長選挙に立候補して初当選し、仙台市長に就任。3期（第29期 - 31期）を務めた後、引退した。
2008年（平成20年）春の叙勲で旭日中綬章受章。2009年（平成21年）春に肺癌の手術を受ける。2010年（平成22年）3月上旬に再入院、同年4月4日午後1時30分、仙台市青葉区の仙台厚生病院で肺炎のため死去、79歳。死没日をもって従四位に叙される。

## 年譜
- 1953年（昭和28年）
  - 3月 東北大学経済学部卒業
  - 4月 河北新報社入社
- 1957年（昭和32年）
  - 3月 東北大学東北大学大学院教育学研究科修士課程修了
  - 8月 仙台市役所入庁職
- 1963年（昭和38年）9月 企画室係長
- 1966年（昭和41年）5月 総務局調査統計課長
- 1971年（昭和46年）1月 企画局企画課長
- 1974年（昭和49年）5月 企画局次長
- 1979年（昭和54年）1月 教育長
- 1990年（平成2年）
  - 4月　仙台市教育委員会委員長
  - 6月　仙台市市民文化事業団理事長
- 1993年（平成5年）8月 仙台市長（1期）
- 1997年（平成9年）8月 仙台市長（2期）
- 2001年（平成13年）8月 仙台市長（3期）
- 2005年（平成17年）8月 仙台市長を退任

## 脚註
1. ↑  『全国歴代知事・市長総覧』日外アソシエーツ、2022年、36頁。
2. 1 2 3  “藤井黎元仙台市長死去、79歳 3期12年、市政の信頼回復”. 河北新報. (2010年4月5日).  オリジナルの2010年4月6日時点におけるアーカイブ。 2022年2月7日閲覧。{{cite news}}:  CS1メンテナンス: 先頭の0を省略したymd形式の日付 (カテゴリ)
3. ↑  『官報』第5310号10頁 平成22年5月13日号

| 公職        | 公職                                    | 公職          |
| ----------- | --------------------------------------- | ------------- |
| 先代 石井亨 | 仙台市長 公選第12-14代：1993年 - 2005年 | 次代 梅原克彦 |